# Ciudad Altamirano
Ciudad Altamirano è un centro abitato del Messico, situato nello stato di Guerrero, capoluogo del comune di Pungarabato.